# Grenze zwischen Äthiopien und Somalia

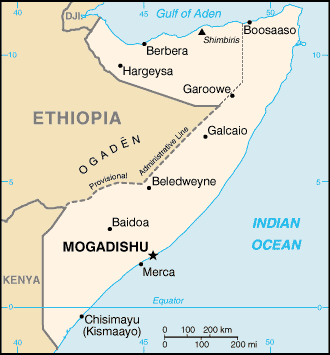
Verlauf der Grenze

Die Grenze zwischen Äthiopien und Somalia trennt als internationale Landgrenze diese beiden Staaten. Die Länge der Grenze wird mit 1500 oder rund 1600 km angegeben. Die Grenze verläuft vom Dreiländereck mit Dschibuti zum Dreiländereck mit Kenia.

## Geschichte
Die Grenze setzt sich aus zwei Teilen zusammen:
Im Norden ist sie die Grenze Äthiopiens zum früheren Britisch-Somaliland, das sich einige Tage nach Erlangung der Unabhängigkeit am 1. Juli 1960 mit dem gerade unabhängig gewordenen italienischen Mandatsgebiet Somalia vereinigte, aber 1991 unter der Bezeichnung Somaliland als unabhängig erklärte und ein nicht international anerkanntes De-facto-Regime bildet. In diesem Teil geht sie auf eine britisch-äthiopische Vereinbarung vom 14. Mai 1897 zurück. Sie wurde in den Jahren 1931 bis 1935 abgemarkt und durch eine Vereinbarung vom 28. März 1935 bestätigt.
Die Grenze des damaligen Italienisch-Somaliland wurde in einer Vereinbarung vom 16. März 1908 festgelegt, jedoch erfolgte keine Abmarkung im Gelände. Italien besetzte 1935 Äthiopien und verleibte es Italienisch-Ostafrika ein, konnte sich aber nur bis 1941 in Ostafrika halten. Nach der britischen Besetzung, die auch Teile Äthiopiens (Ogaden) erfasste, erhielt Italien 1950 Somalia als UN-Treuhandmandatsgebiet zurück. Die Grenze zu Äthiopien wurde durch eine provisorische Verwaltungslinie festgelegt. Um die von Somalis bewohnten Teile von Äthiopien haben die Staaten von 1963 bis 1964 und von 1977 bis 1978 Krieg geführt. Dieser endete mit dem somalischen Rückzug im März 1978. Inzwischen gilt Somalia als gescheiterter Staat.

## Grenzverlauf

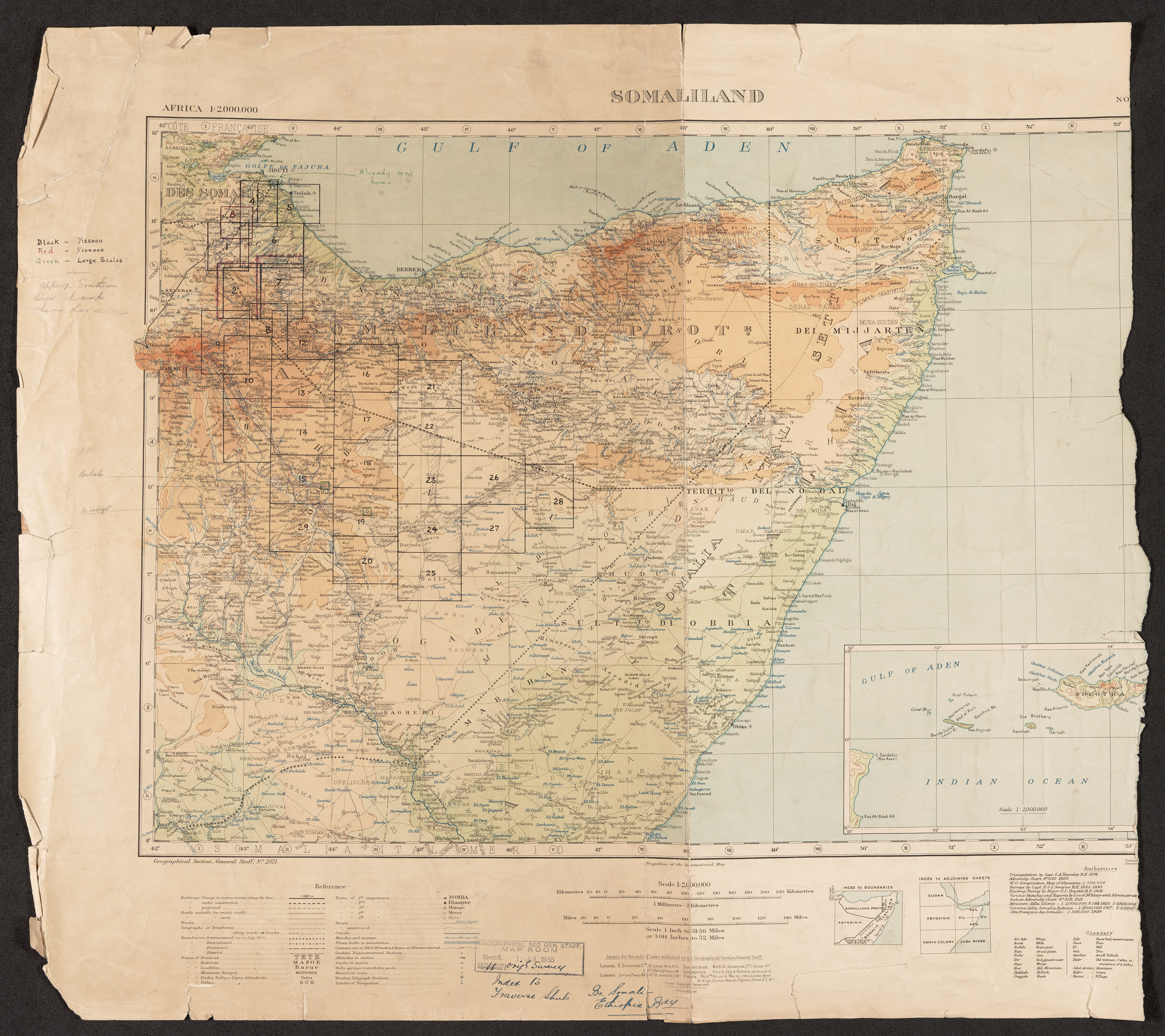
Grenze zwischen Äthiopien und Britisch-Somaliland 1932

Die Grenze führt vom Dreiländereck mit Dschibuti (10°58'48"N, 42°57'36"O) zunächst nach Südwesten und biegt dann nach Südosten ab, führt an Boorama in Somaliland vorbei und zum äthiopischen Tog Wajaale, weiter größtenteils geradlinig zum somalischen Salahly und Durukshi und über das somalische Buhoodle zum 8. nördlichen Breitengrad. Diesem folgt sie bis zum 48. östlichen Längengrad (Zusammentreffen des früheren Britisch-Somaliland mit dem italienischen Mandatsgebiet), an dem sie scharf nach Südwesten abknickt. Sie verläuft geradlinig bis zum Fluss Shabelle, biegt knapp westlich von diesem nach Westen ab, ändert am 44. östlichen Längengrad die Richtung nach Westsüdwesten und beim äthiopischen Yeed nach Südwesten und anschließend wieder nach Westen, bis sie beim somalischen Doolow auf den Juba trifft, der sich hier aus der Vereinigung des Dawa und des Ganale bildet. Dem Dawa folgt sie rund 45 km flussaufwärts bis zum Dreiländereck mit Kenia (3°58'48"N, 41°54'0"O) bei Buulo Xaavo (Somalia) und dem kenianischen Mandera.